# هندسة تبريدية
الهندسة التبريدية (بالإنجليزية: Cryogenic Engineering)‏ هي فرع من الهندسة الميكانيكية يتعامل مع علم التبريد الشديد أو التبريد الفائق. وتقوم بدراسة ظاهرة استخدام درجات الحرارة المنخفضة. "فيزياء تطبيقات درجات الحرارة المتدنية وتشمل التخزين ونقل الغازات المسيلة وحفظ الأغذية والتجميد ووقود الصواريخ والجراحة البردية. نحن نتحدث عن مجموعة من درجات الحرارة من -238 °F أي (-150 °C) إلى برودة الصفر المطلق .
فيزياء درجات الحرارة المتدنية هو تطبيق المبادئ التجريبية لتجميد وحفظ البشر المتوفين حديثا. على أمل أنه يمكن إحياء أنهم في المستقبل من خلال التكنولوجيات الجديدة، لم تكتشف حتى الآن . فيزياء درجات الحرارة المتدنية جعلت أيضا من الممكن النقل التجاري للغاز الطبيعي المسال. في المقابل، يستخدم على نطاق واسع وبشكل فعال في مجموعة متنوعة من الصناعات لتصنيع الأدوات المعدنية وقطع غيار الآلات، والأسلحة النارية، ومعدات الفضاء.